# فریتس دیتریش
فریتس دیتریش (۶ اوت ۱۸۹۸ – ۲۲ اکتبر ۱۹۴۸) افسر اس‌اس آلمان و عضو حزب نازی بود. وی دارای مدرک دکترای شیمی و فیزیک بود. نام او گاه به عنوان امیل دیدریش ذکر شده‌است. وی به جرم جنایات جنگی به دار آویخته شد.

## نقش در جنگ
در ۱۹۴۱، دیتریش درجه سرهنگ دوم اس‌اس (اوبراشتورمبانفورر) را دریافت کرد. از سپتامبر ۱۹۴۱ تا نوامبر ۱۹۴۳ وی به عنوان رئیس محلی اس‌اس و پلیس در لیپایا، لتونی، خدمت می‌کرد. واحدهای پلیس تحت فرماندهی وی، چندین کشتار از میان غیرنظامیان در لیپایا ترتیب دادند که بیشتر قربانیانشان یهودی بودند. بزرگترین کشتار لیپایا در سه روز از دوشنبه، ۱۵ دسامبر تا چهارشنبه، ۱۷ دسامبر ۱۹۴۱ روی داد. در ۱۳ دسامبر، روزنامه Kurzemes Vārds دستور دیتریش را منتشر کرد که طبق آن همه یهودیان شهر می‌بایست در روزهای دوشنبه تا چهارشنبه در محل زندگی خود می‌ماندند، و این خود یاعث آسانتر شدن عملیات کشتار شد.
پس از جنگ جهانی دوم وی به جرم جنایات جنگی دادگاهی و به اعدام محکوم شد، اما دلیل آن اقدامات وی در لتونی نبود؛ بلکه وی دستور تیراندازی به هفت اسیر جنگی متفقین را که با چتر از هواپیماهایی در حال سقوط بیرون پریده بودند، صادر کرده بود. در سال ۱۹۴۸، دیتریش در زندان لاندسبرگ به دار آویخته شد، جایی که هیتلر پیشتر به دلیل مشارکت در کودتای مونیخ در سال ۱۹۲۳ در آن زندانی شده بود. دادگاه دیتریش و همدستانش امروزه به عنوان بخشی از دادگاه داخائو برای جنایات جنگی شناخته شده‌اند.